# 비정제 감미료 목록
다음은 비정제 감미료 목록이다.

## 수액
- 당밀, 황설탕, 재거리, 데메라라, 머스코바도, 터비나도 등은 모두 사탕수수로 만든다.
- 옥수수설탕은 녹색 옥수수 스톡즙을 끓여서 만든다.
- 메이플 시럽, 단풍당은 단풍나무속의 즙에서 만든다.
- 야자당은 다양한 종려과 나무의 꽃자루를 두들겨서 만든다.
- 나뭇진

## 뿌리
- 사탕무 시럽은 사탕무의 뿌리로 만든다.

## 씨
- 아마자케는 누룩곰팡이로 발효시킨 쌀로 만든다.

## 과일
- 수박당
- 호박당
- 대추야자 시럽, 파우더
- 여러 종류의 당밀은 과일로 만든다.
  - 케럽 모레스

## 잎
- 돌외는 달콤한 잎이 있다.

## 동물
- 벌꿀은 꽃꿀을 가지고 꿀벌이 만든다.

## 같이 보기
- 황설탕
- 당밀